# Bossey (Francja)
Bossey – miejscowość i gmina we Francji, w regionie Owernia-Rodan-Alpy, w departamencie Górna Sabaudia.
Według danych na rok 1990 gminę zamieszkiwało 486 osób, a gęstość zaludnienia wynosiła 125 osób/km² (wśród 2880 gmin regionu Rodan-Alpy Bossey plasuje się na 1156. miejscu pod względem liczby ludności, natomiast pod względem powierzchni na miejscu 1594.).